# Symphony (álbum)
Symphony (Sinfonia, em português) é um álbum da soprano inglesa Sarah Brightman, lançado em Janeiro de 2008. Este álbum clássico crossover é um contraste com a sua colaboração anterior com o produtor Frank Peterson, Harem em 2003, com mais influências góticas em vez de Easthern.
"Fleurs Du Mal" provavelmente teve como inspiração em seus liricos o livro de Charles Baudelaire de mesmo nome."Running" foi a canção do IAAF's Green Project Charity, que Sarah realizou em suas cerimônias de abertura dos campeonatos em Osaka, no Japão em 2007. Uma versão alternativa de "I Will Be With You ", com participação de Chris Thompson, foi a canção tema do décimo filme Pokémon: The Rise of Darkrai. O dueto com o espanhol Fernando Lima, "Pasión", a música-tema para a novela mexicana de mesmo nome, foi também a única. A London Symphony Orchestra da irmã mais nova de Sarah, Amelia Brightman também está no CD. O álbum vendeu 720.400 cópias no mundo todo.

## Sobre o álbum
Cada um dos álbuns de Sarah faz uma forte declaração pessoal que passa pelo coração e alma do ouvinte individual. Este álbum não é certamente nenhuma exceção.
A palavra "sinfonia" é definida como "uma combinação harmoniosa de elementos, especialmente uma combinação efetiva de cores" - e este álbum luminosamente exemplifica o significado dessa palavra.
Explorando uma série de estilos ousados, Sarah criou outra coleção de materiais que não podem ser facilmente categorizados, mas continua a ser totalmente acessível para os amantes de vários gêneros musicais. Da tempestuosa gótica "Fleurs Du Mal", à suplicante "Let It Rain," Symphony está repleto de ambos, ousado, desafiante e sensualidade vulneráveis.
"Considerando que a maioria dos cantores gravitam em torno de obras vocais, sempre fui muito mais atraída por obra sinfônica", diz Sarah, "Onde as tintas compõe uma história que o ouvinte pode ver sem abrir os olhos. Nos últimos quatro anos da gravação deste álbum , encontro-me aproximada da minha música ainda mais visualmente do que eu já estive antes. Descobri que a tela era interminável para este álbum. "
Sarah acrescenta que o álbum ganhou o título porque é verdadeiramente "Uma aproximação de muitos elementos diferentes para criar consonância com harmoniosas texturas que ainda mantenha fiel a uma linha comum que funciona abaixo do centro do disco. Ao longo da minha carreira eu trabalhei em muitos estilos diferentes de música”, diz Sarah. "Este é o primeiro álbum onde todos esses estilos se juntam para criar uma paisagem musical muito diversificada."
Gravado na Alemanha, EUA e o Reino Unido, Symphony possui músicas inéditas, e foi criado por Sarah com o produtor de longa data, Frank Peterson.
Além de reunir-la com Andrea Bocelli na varrição, romântica "Canto Della Terra", este álbum apresenta característica eclética colaborações com o espanhol contratenor Fernando Lima ("Pasión"), tenor italiano Alessandro Safina ("Sarai Qui"), e o rock superstar Paul Stanley do Kiss ("I Will Be With You").
Outro destaque é "Running", música da International Association of Athletics Federation Green Project Charity, que Sarah realizou em suas cerimônias de abertura dos campeonatos em Osaka, no Japão.

## Faixas
| N.º            | Título                                                           | Compositor(es)                                                                         | Duração |  |
| 1.             | "Gothica (Instrumental)"                                         |                                                                                        | 1:20    |  |
| 2.             | "Fleurs du Mal"                                                  |                                                                                        | 4:10    |  |
| 3.             | "Symphony"                                                       | Stefanie Kloß, Andreas Nowak, Johanns Stolle, Thomas Stolle, Grant Black, S. Brightman | 4:47    |  |
| 4.             | "Canto della Terra" (com Andrea Bocelli)                         | Francesco Sartori, Lucio Quarantotto                                                   | 3:59    |  |
| 5.             | "Sanvean"                                                        | Andrew Claxton, Lisa Gerrard                                                           | 3:50    |  |
| 6.             | "I Will Be With You (Where The Lost Ones Go)" (com Paul Stanley) | Espen Lind, Magnus Rostandmo, Amund Bjorklund                                          | 4:31    |  |
| 7.             | "Schwere Träume"                                                 | S. Brightman, Hirschburger, Peterson, Michael Soltau                                   | 3:22    |  |
| 8.             | "Sarai Qui" (com Alessandro Safina)                              | Diane Warren, Michelangelo LaBionda                                                    | 3:56    |  |
| 9.             | "Storia D'Amore"                                                 | S. Brightman, P. Cordel, LaBionda                                                      | 4:03    |  |
| 10.            | "Let It Rain"                                                    | Carsten Heusmann, Hirschburger, Peterson                                               | 4:17    |  |
| 11.            | "Attesa"                                                         | Pietro Mascagni, Chiara Ferrau                                                         | 4:26    |  |
| 12.            | "Pasión" (com Fernando Lima)                                     | Jorge Avendaño Lührs                                                                   | 5:14    |  |
| 13.            | "Running"                                                        | S. Brightman, Hirschburger, Peterson                                                   | 6:09    |  |
| Duração total: | Duração total:                                                   | Duração total:                                                                         | 54:10   |  |

## Músicas Covers
O álbum apresenta uma série de covers, incluindo "Where The Lost Ones Go" (sob o título "I Will Be With You"), originalmente pela cantora norueguesa Sissel Kyrkjebø e a canção "Symphonie" (na sua versão Inglês, "Symphony "), a partir do qual o álbum empresta seu nome, originalmente por Silbermond. "Schwere Träume" é uma adaptação do Quarto Movimento da Quinta Sinfonia de Gustav Mahler. "Sanvean" é uma canção cantada originalmente por Lisa Gerrard com o grupo Dead Can Dance. O dueto com Andrea Bocelli, "Canto Della Terra ", é mais uma vez, como "Con Te Partirò", um cover/dueto de uma das canções de Bocelli, de seu álbum "Sogno". "Sarai Qui" é uma tradução italiana "There You'll Be" de Faith Hill, enquanto "Attesa" é uma adaptação do Intermezzo Sinfônico da Cavalleria Rusticana de Pietro Mascagni. A única versão de "Running" também inclui um pedaço de "Júpiter", de Gustav Holst Os Planetas.

## Singles
- "I Will Be With You" [Participando Chris Thompson [Movie version] (2007)
- "Running" (2007)
- "Pasión" [Participando Fernando Lima] (2007)
- "Symphony" [Apenas Promocional] (2008)
- "Canto Della Terra" [Participando Andrea Bocelli] (2009)

## Faixas Bonus
- "Sarahbande" [Edição Européia] - Anteriormente lançada no Harem.
- "Forbidden Colours" [Edição Japonesa] - Anteriormente lançada no The Harem Tour CD, que não era vendido nas lojas (A inclusão desta canção originalmente era no La Luna).
- "I Will Be With You [Where The Lost Ones Go]" - [Participando Andrzej Lampert] [Edição Polonesa] - Como a versão do álbum, mas com novos vocais masculinos (foi a primeira vez que Sarah Brightman concordou em gravar uma faixa bônus com um artista local - esta versão da música está disponível como música de fundo no site do IME da Polónia).
- "I Will Be With You [Where The Lost Ones Go]" - [Participando Sergey Penkin] [Edição Russa] - Esta versão com Sergey Penkin está em inglês e russo.
- "Fleurs Du Mal:Reprise" - Uma faixa escondida no final da faixa 13 na América do Norte e no final da faixa 14 no Japão e na Europa e no final da faixa 15 na edição da Polônia e Rússia).

## Arte do álbum
A arte de fotos do álbum Symphony, de Brightman em vestuário e arredores gótico, foi baseada no conceito de arte a partir de Guild Wars por Daniel Dociu.

## Divulgação
Na NBC, nos Estados Unidos, Sarah Brightman cantou várias músicas do álbum, na Progressive Fashion on Ice em forma de show em 20 de janeiro de 2008. Outras aparições na televisão americana incluiu The Early Show (CBS), The View (ABC), Marta e Fox & Friends.
Na promoção do Reino Unido para o álbum incluía Brightman aparecendo na Saturday Kitchen and Ready Steady Cook com Lesley Garrett. Outras aparições na televisão do Reino Unido para o álbum incluía, , Channel 4's The Paul O'Grady Show, ITV's Loose Women, cinco vezes na The Wright Stuff e the BBC News. Brightman também apareceu na rádio Classic FM e no show de Jonathan Ross na BBC Radio 2.
Em torno deste tempo Brightman apareceu no Juno Awards no Canadá de 2008 e mais tarde ela apareceu no Classical Brit Awards 2008 no Reino Unido em maio.

## Symphony Live
Um concerto especial PBS foi filmado em 16 de janeiro de 2008 na Catedral Stephansdom, em Viena. Este foi posteriormente apresentado em estações de PBS, que estreou em 4 de fevereiro. Uma versão do show está disponível em DVD e na PBS o lançamento mundial do DVD e CD ao vivo foi em 10 de março, 2009.

## Chart performance
O álbum recebeu um conjunto notável de elogios gráfico em todo o mundo, incluindo uma estréia espetacular no Billboard 200 álbum gráfico EUA em 13 (recorde Brightman é maior nas paradas dos EUA), mas posteriormente fracassou nas paradas norte-americano. Ele bateu o número um nas paradas internacionais México e os EUA Billboard Chart Clássica, os cinco primeiros no Japão e no Canadá e dez em toda a Europa..
Nos EUA o álbum vendeu 32.033 cópias na primeira semana, de acordo com a Nielsen Soundscan.